# Tetramesa eremita
Tetramesa eremita är en stekelart som först beskrevs av Josef Aloizievitsch Portschinsky 1881.  Tetramesa eremita ingår i släktet Tetramesa och familjen kragglanssteklar. Inga underarter finns listade i Catalogue of Life.